# 大友義鑑
大友 義鑑（おおとも よしあき、異体字：大友義鑒）は、戦国時代の武将・戦国大名。豊後国大友氏の20代当主。
初めは親安（ちかやす）、親敦（ちかあつ）を名乗っていたが、後に室町幕府将軍・足利義晴より偏諱を賜って義鑑に改めた。
| 「親安（花押）」『上妻文書』より  |  | 「親敦（花押）」『草野文書』より  |
| 「親安（花押）」 『上妻文書』より |  | 「親敦（花押）」 『草野文書』より |

## 生涯
文亀2年（1502年）、第19代当主・大友義長の子として生まれる。
永正12年（1515年）、父の隠居により家督を継いで20代当主となるが若年のため、同15年（1518年）までは父義長の補佐を受け、その死後は祖父の親治の補佐を大永4年（1524年）まで受けた。なお、永正15年（1518年）に大聖院宗心（大友親綱の六男）の擁立を図った朽網親満が反乱を起こしたが鎮圧されている。
大永4年（1524年）3月9日、修理大夫に任官。12代将軍・足利義晴の義の字を賜わり、親敦から義鑑と諱を改める。
大友氏は父・義長の時代に内紛を収拾していたため、積極的な領土拡大政策に乗り出した義鑑は、大勢力のいない肥後国に勢力拡大を図る。肥後の名族菊池氏は内紛のために弱体化しており、義鑑は弟の大友重治（菊池義武）を養子として送り込むことによって、肥後の支配を目論む。しかし、義武は義鑑と折り合いが悪く、遂には大名として大友氏からの独立を画策したため、義鑑は義武と骨肉の争いを繰り広げることになる。なお、大永6年（1532年）3月29日、正五位下から従四位下に昇叙。修理大夫如元。享禄5年（1532年)7月4日、従四位上に昇叙し、修理大夫如元。
さらに大内義隆の侵攻も受け、一時は豊後に肉薄される（勢場ヶ原の戦い）など劣勢に立たされていたが、天文7年（1538年）に12代将軍・足利義晴の仲介を受けて和睦し、足利将軍家と緊密な関係を維持した。天文12年（1543年）には肥後守護に補任される。
当時、大友氏より格下とみられていた伊東義祐や有馬晴純が足利義晴から偏諱を受けたことに危機感を抱き、天文8年（1539年）に義鑑は室町幕府に抗議を行っている。それによれば、西国の諸大名は大内氏と大友氏が諸大夫への任官が許される最上級の家で、それに続く島津氏・菊池氏・九州千葉氏・少弐氏が将軍の偏諱および任官が許され、それ以外の家は大名の被官扱いで偏諱や任官は許されない（ただし、伊東氏は先例によって下の偏諱と大和守への任官は許容される）と主張している。だが、その義鑑も天文14年（1545年）に大内義隆が仲介した相良義滋・相良晴広への偏諱と任官を阻止することは出来なかった。また、大内氏側は大友氏を自己よりも格下の家とみなしており、両家の紛争の一因をそこに求める考えもある。
天文19年（1550年）、義鑑は粗暴で人望も薄い嫡男義鎮より、溺愛している三男塩市丸に家督を譲ろうとした。そのため寵臣の入田親誠と共謀して、小佐井大和守（鎮直?）、斎藤長実（鎮実の父）ら義鎮派の家臣を次々と殺害していく暴挙に至った。しかし、一連の殺害で身の危険を感じた義鎮派家臣の逆襲を受けることになる。そして2月10日、加判衆であり、義鎮派家臣筆頭の田口鑑親（通称、田口新蔵人または田口蔵人佐）、津久見美作守（美作守、実名不詳）が義鑑の居館を襲撃、居館の2階にいた塩市丸とその母を殺害し、義鑑も瀕死の重傷を負い、2日後の2月12日に死亡した（二階崩れの変）。享年49。家督は嫡男義鎮（宗麟）が継いだ。
死の間際に領国経営に関する資料などを置文として遺しており、最終的には義鑑も義鎮の家督相続を認めている。しかし、死の間際に遺したとされる領国経営に関する文書は、とても瀕死の人物が書いたとは思えない程丁寧に執筆されており、義鎮による作成が疑われている。
この事件においては、通説では義鎮は無関係といわれているが、近年では義鎮も関与していた節があり、2月10日の時点で義鑑は討ち取られていた可能性が高い。

## 主な家臣及び偏諱を受けた人物
以下、義鑑から偏諱を賜った人物を中心に、義鑑期の主な家臣を掲載する。太字の鑑（前述の通り「鑒」とも書く）の字を含む人物は義鑑から偏諱を賜った人物である。（ ）内に血縁関係や別名、通称、役職などを掲載しているが、長文になる場合は脚注に掲載している。
義鑑時代

### 大友一族（近親者）
- 菊池高鑑（甥（弟・義武の子）、初名:則治。）
- 日田鑑栄（頼房の子。高祖父・親胤は10代大友親世の庶子・親直の子または大友親繁の子・親勝と同一人物とされる。）
- 財津鑑永（日田氏庶流・財津永満の子）
- 竹田津鑑久（日田氏庶流・竹田津長重の子、則康と同一人物か）
- 香志田氏 - 香志田久重が祖とされる。途中で田原親種（大友親治五男）の子・香志田種重が養子入りしたものと思われる。代々深見郷香志田村を領し、種重が天文二十年に築いた香下城を拠点とする。
  - 香志田親重
  - 香志田鑑基（以下のいずれかと同一の可能性あり。）
  - 香志田出雲守（妙見嶽城攻めに参加。）
  - 香志田掃部助（出雲守の子。長岩城攻めに参加。）

### 家臣その他
- 赤星鑑直（赤星統家の大伯父）
- 赤星鑑規（赤星統家の大伯父）
- 麻生鑑益（次郎兵部、父は家重。）
- 有馬尚鑑?（有馬貴純の子、有馬晴純の父）
- 石松鑑正（石松肥前守）
- 一萬田氏（大友氏庶流）
  - 一萬田鑑相（初名:親実）
  - 高橋鑑種（鑑相の実弟）
  - 宗像鑑久（鑑種の実弟）
  - 一萬田鑑実（鑑相の嫡男、橋爪鑑種の跡を継承し、橋爪鑑述に改名）
  - 一萬田鑑景（鑑相の子）
  - 一萬田鑑通（鑑相の子）
  - 一萬田祐栄（すけひで、一族、義鑑の加判衆として活動）
  - 豊饒鑑述（宇佐鑑述/竈門鑑述）[5]
  - 豊饒永源（美作入道。鑑述とほぼ同時期に見られる人物。鑑述と同一人物の可能性も高い。）
- 稲員良維
- 臼杵氏
  - 臼杵長景
  - 臼杵親連（長景の弟）
  - 臼杵鑑栄（長景の子）
  - 臼杵鑑賡（長景の子）
  - 臼杵鑑速（初名: 鑑景、長景の子）
  - 臼杵鑑定（長景の子）
  - 臼杵鑑良（のち鎮良、長景の子）
  - 臼杵鑑泰（長景の従弟）
  - 臼杵鑑親（長景の従弟）
- 内空閑鑑貞（別名:鎮真）
- 羽野鑑房（羽野遠江守）
- 豊後大神氏
  - 大神親照（深江城主。大神顕親の子または辻間為久の子・為信と同一人物又は大友親治の弟・戸次親一と同一人物。田原親述に討伐される。）
  - 大神親継（親照の子）
  - 大神鑑連
  - 大神鑑房（豊後大神氏、子に鎮氏）
  - 大津留鑑尚
  - 大津留鑑康（長清の子か）
  - 緒方惟鑑
  - 雄城鑑延
  - 小原鑑元
  - 矢部鑑高（高朝の子）
- 小川鑑昌
- 甲斐鑑昌（甲斐親直のはとこ）
- 鹿子木鑑員（鹿子木親俊の子、親員(寂心)の孫）
- 蒲池氏・筑後宇都宮氏・星野氏（いずれも筑後十五城の一つ。）
  - 蒲池鑑久
  - 蒲池鑑盛（鑑久の子、法名:宗雪）
  - 蒲池鑑広（鑑久の従兄弟）
  - 矢加部鑑典（鑑久・鑑広の従兄弟、鑑広の家老、子に矢加部国広。）
  - 犬塚鑑直（鎮家の父・家清の従兄弟にあたる。父は家直、子に鎮直）
  - 犬塚鑑貞（鑑直の弟）
  - 星野鑑泰（のち鎮泰、蒲池鑑広の子とされる）
  - 星野鑑乗
- 河崎氏 （筑後十五城の一つ。）
  - 河崎鑑実（右京亮。父は能実。）
  - 河崎鑑繁（一族または鑑実と同一人物か）
- 木付氏（大友氏庶流）
  - 木付鑑実（初名:親諸。父は親実）
  - 真玉鑑賢（初名:治房。）
- 岐部鑑泰
- 清田氏（戸次氏支流）
  - 清田鑑綱（清田氏第11代当主、10代治仙の嫡男）
  - 清田鑑信（第12代当主。鑑綱の嫡男、鑑述。母は戸次鑑連（立花道雪）の姉。次男・鎮忠は大友義鎮（宗麟）の娘婿。）
  - 清田鑑孝（鑑綱の子、鑑信の弟）
  - 清田鑑通（鑑綱の子、鑑信の弟）
  - 清田鑑勝（鑑信の子）
  - 清田鑑厚（鑑信の子）
  - 清田鑑長（鑑信の子）
  - 清田鑑秀（鑑綱の大叔父（8代長実の子、9代治忠の弟））
  - 清田鑑祐（清田越後、鑑秀の子か。弟に清田七郎左衛門。）
  - 清田宗鑑
  - 清田鑑忠（宗鑑の子、子に親忠。）
- 豊後清原氏
  - 小田鑑言（小田若狭、父は親清か）
  - 長野鑑良（別名:種信、助盛。秋月文種の子、田原親貫の父）
  - 長野鑑房（言房（ときふさ）の子）
  - 長野鑑直（鑑房の子。大友親繁期の家臣、長野繁信・繁堅兄弟のはとこにあたる。）
  - 長野鑑常（大友親繁期の家臣、長野繁治の曾孫。父は大熊勝重。弟に大熊勝広。）
  - 長野鑑常（治言の子）
  - 長野鑑言（言貞の子）
  - 帆足鑑直（日出生城主。）
- 筑後草野氏（筑後十五城の一つ。）
  - 草野鑑直（父は親永）
  - 草野鑑員（鑑直の子。別名鑑昌、のちに鎮員に改名）
  - 草野鑑胤（鑑直の子、鑑員の弟とされる。）
  - 草野鑑安（一族）
- 朽網氏
  - 朽網鑑康（朽網親満の後継者、別名: 鑑安、鑑庸）
  - 朽網鑑景（一族、繁成の孫か）
- 隈部鑑義（隈部親永の伯父）
- 黒木氏（筑後十五城の一つ。）
  - 黒木鑑実（初名:康実、右実、別名: 鑑真）
  - 黒木鑑隆（鑑実の子。初名:実隆、家隆。）
  - 黒木家永（鑑隆の子（又は鑑隆と同一人物とする説もある）。）
- 合志公種（中原系合志氏）
- 合志鑑岑（菊池氏家臣、公種と遠戚関係か。）
- 小佐井鑑直[6]
- 五条氏（筑後十五城の一つ。）
  - 五条鑑量 （五条頼元の雲孫とされる。曾祖父良邦の代から大友氏に従属。）
  - 五条鑑定（鑑量の嫡男、のち鎮定に改名。）
- 豊後佐伯氏
  - 佐伯惟常
  - 佐伯惟教（惟常の子または孫）
  - 賀来鑑保（父は惟徳。姓は「加来」とも。）
  - 賀来鑑綱（八郎・掃部頭） 柞原八幡宮大宮司。
  - 賀来鑑重
- 坂折鑑秀（古庄氏一族、坂折秀家の子か）
- 坂本鑑次（坂本伯耆入道）
- 佐藤鑑直
- 志賀氏（大友氏庶流）
  - 北志賀氏
    - 志賀親守
    - 志賀親度

  - 南志賀氏
    - 志賀鑑隆（直入郡南山城主。父は親載（一説に北志賀親守）、妻は田北鑑生の娘）

  - その他一族
    - 麦生鑑光（姓は「むにゅう」と読む。1554年肥前守護職を得、大友義鎮の臣となる。）
    - 麦生鑑綱（麦生本源氏物語の最初の所有者とされる。主に義鎮（宗麟）の代に活動。鑑光と同一人物か。）
- 城島鑑時（城島氏第22代当主。石見守。初名、直時。時次の子。）
- 城島鑑数（城島氏第23代当主。備中守。初名、時達。鑑時の子。）
- 千手鑑元（美濃入道宗元）
- 寒田親将（古庄氏一族で、大友親治に仕えた寒田親景の子。勢場ヶ原の戦いで戦死。）
- 寒田鑑秀（親将の子か）
- 高木鑑房（少弐氏の家臣、一時期大友氏家臣）
- 高瀬鑑俊（山城守）
- 高田鑑将（掃部助。高田城主。父は義治で源重遠(清和源氏満政流)の末裔とされる。）
- 高田鑑広（鑑将と同一人物か）
- 田北氏（大友氏庶流）
  - 田北鑑敦（田北親員の子）
  - 田北鑑辰（鑑敦の子、子の鎮敦は鑑益の養子。）
  - 田北鑑生（鑑敦の弟）
  - 田北鑑重（法名:紹鉄、初名:鑑富）
  - 田北鑑保（鑑重の子、早世か。）
  - 田北鑑益（鑑重の弟、田北鎮周の兄）
  - 城後鑑嗣（三河守。父・親嗣は田北親増の次男。義鑑の孫・義統の代まで仕える。）
- 田口氏（大友氏庶流。田原氏の系譜。）
  - 田口鑑親（通称、田口新蔵人または田口蔵人佐。加判衆であり、義鑑派家臣筆頭。）→二階崩れの変を参照。
  - 田口玄蕃亮（鑑親の長男。後も大友家に仕える。）
  - 田口石見守（鑑親の次男。二階崩れの変が切っ掛けで悲劇的な最期を迎える。）
- 詫摩氏（大友氏庶流、元々は大友親秀の弟・能秀の血統で、途中大友持直の子・親常が養子入りしている。）
  - 詫摩鑑秀
- 立花氏・戸次氏（大友氏庶流）
  - 立花鑑光（鑑載の父、立花新五郎か）
  - 立花鑑載
  - 戸次鑑連（立花氏の代継承者、のちの立花道雪）
  - 戸次鑑方（鑑連の三弟）
  - 戸次鑑比（鑑連の従弟、一名鑑堅、父は親永）
  - 戸次鑑員（分家・片賀瀬戸次氏第3代当主戸次親善の兄、鑑連のはとこ）
  - 戸次鑑直（鑑員、親善の弟）
  - 小野鑑幸（小野鎮幸の父。休松の戦いで戦死。）
  - 竹迫鑑種
- 田尻氏（筑後十五城の一つ。）
  - 田尻鑑種
  - 田尻鑑永（鑑種の叔父、休松の戦いで兄弟の種廉、種増らとともに戦死）
  - 田尻鑑乗（鑑種の叔父）
  - 田尻鑑春（立花道雪の家臣、子孫に田尻惟信。）
- 田吹鑑富（大友氏支流・野津原氏流）
- 田原氏 （大友氏庶流）
  - 田原鑑種 （加判衆首座・筆頭、大友親治の五男・田原親種の子孫か）
  - 田原親述
  - 田原鑑正（親述の弟か）
  - 田原鑑道（田原親賢の養父・親輔の弟または叔父）
  - 田原鑑栄（田原親輔の子（実子か）、親賢の養兄弟）
- 津江鑑盛
- 津久見美作（美作守、実名不詳。加判衆であり、義鑑派家臣筆頭。 ）→ 二階崩れの変を参照。
- 津久見伊織（美作の子、実名不詳。義鑑の嫡男・義鎮に側近として仕えていたが、二階崩れの変で父・美作が義鑑の殺害に加担したため、変の後に自刃。）
- 堤 鑑智（越前守、大友一族）
- 角隈石宗（大友義鑑・義鎮期の軍師）
- 利光鑑教（別名: 宗匡、法名:宗魚。）
- 富来氏
  - 富来鑑秀（初名:職秀。父は繁教。妻は義鑑の娘。）
  - 富来鑑忠（初名:秀忠、義鑑の外孫。）
  - 富来鑑豊（初名: 弁分当氏。弁分実直の子。祖父・忠秀が分家して弁分を苗字とした。はとこ・富来繁英の養子となる。）
- 永弘鑑富
- 奈多鑑基
- 夏足鑑秀
- 橋爪鑑種
- 服部右京亮（実名不詳。のちに義鎮（宗麟）によって滅ぼされる。）
- 馬場鑑周（初名:経周。少弐氏一族・馬場頼周の孫（父は政員）。少弐政興の家臣。）
- 三池氏（筑後十五城の一つ。）
  - 三池鑑速（初名: 親高、休松の戦いで弟の親政、親邦（親冬）とともに戦死）
  - 三池鑑照（鑑速の嫡男。父の戦死後、義鎮から「鎮」の字を与えられて鎮照、鎮実に改名。のち立花宗茂の家臣。）
- 溝口氏（筑後十五城の一つ。）
  - 溝口鑑資
- 三原鑑種（法名:紹山。父は種勝、子に重種。）
- 室原鑑知（菊池氏家臣）
- 問註所氏 （筑後十五城の一つ。）
  - 問註所鑑豊（問註所氏宗家当主。統景の祖父。町野鑑豊とも。娘・仁志は立花道雪の継室。）
  - 問註所鑑定（鑑豊の弟）
  - 問註所鑑景（鑑豊の弟）
  - 問註所鑑成（鑑豊の従弟）
- 安武鑑政（初名:長政、別名、鑑教、重政。菅原道真の末裔とされる。）
- 山下鑑心（あきのり、長就の子）
- 吉岡氏・佐土原氏（大友氏庶流。野津氏の系譜。）
  - 吉岡鑑忠（長増から改名か、法名:宗歓）
  - 吉岡鑑興（鑑忠の嫡男、妻は妙林尼）
  - 吉岡鑑盈（鑑忠の子。鑑興の弟。）
  - 吉岡鑑貞（一族、赤司城代）
  - 吉岡鑑香（一族）
  - 吉岡鑑廣（一族）
  - 佐土原鑑親
- 吉弘氏（大友氏庶流。田原氏の系譜。）
  - 吉弘鑑理（義鑑の娘婿、初め鑑直）
  - 吉弘鑑廣（鑑理の弟）
  - 吉弘鑑成（鑑広の子）
  - 吉弘鑑次（鑑成の子）
  - 吉弘鑑久（一族）
- 龍造寺鑑兼（諫早龍造寺氏祖）
- 渡辺 鑑（読みは「あきら」か。渡辺氏一族、真那井渡辺氏の人物。）

### 義鑑亡き後
義鑑から偏諱を賜った人物（上記）の子孫が祖先から「鑑」の字を取って名前に用いているケース。
- 朽網鑑房（鑑康の次男。一時期「鎮房」を名乗っているため、後に父の一字を取ったものと思われる。）
- 首藤鑑続（蒲池鑑盛の孫。）
- 首藤久鑑（鑑続の子）
- 問註所鑑資（父は康純、問註所鑑景の孫）
- 柳河藩主立花氏（＊数字は立花家当主、(　)内数字は藩主の代数）
  - 立花鑑貞（戸次直貞）[7]
  - 12(3) 立花鑑虎（初め直茂、広茂、鑑茂）
  - 13(4) 立花鑑任（別名:宗政、宗昌、鑑春、鑑常。）
  - 16(7) 立花鑑通（初め俶香、鑑致）
  - 立花鑑門（鑑通の長男）
  - 立花鑑壱（鑑通の四男）
  - 17(8) 立花鑑壽 （鑑通の五男）
  - 18(9) 立花鑑賢（鑑一の子）
  - 19(10) 立花鑑廣（鑑賢の子）
  - 20(11) 立花鑑備（鑑廣の弟）
  - 21(12) 立花鑑寛（鑑壽の孫）
  - 23立花鑑徳（鑑寛の孫）
  - 25立花宗鑑（鑑徳の外孫、島村速雄の孫）
  - 戸次鑑貞（別名:鑑員。柳河藩士。賀瀬戸次氏第4代当主戸次鎮秀から親良-親実-親貞-鑑貞（鑑員）。）